# ルビー・スパニエル
ルビー・スパニエル（英：Ruby Spaniel）は、中世イングランドで作出された愛玩犬種である。現在は個としての犬種ではなく、キャバリア・キング・チャールズ・スパニエルのカラーバリエーションの一つとして親しまれている。

## 歴史
1880年代にブレニム・スパニエルとキング・チャールズ・スパニエルを掛け合わせたことによって誕生した犬種である。1880年代以前はレッドの仔犬は処分されていたが、特別の犬種にすることになった。
1910年までに出版された書籍には独立した項目で挙げられていたが、第一次世界大戦による混乱の中で忘れ去られてしまった。1923年に残存していたものはキャバリア・キング・チャールズ・スパニエルに統括された。
しかしながら、キャバリア・キング・チャールズ・スパニエルとル　　ビー・スパニエルは姿が異なっており、独立犬種として復活させようという試みがアメリカ合衆国等で行われているが、まだ復元されたという報告はされていない。

## 特徴
キャバリア・キング・チャールズ・スパニエルとは大きな差はないが、耳は短めで体が長い傾向にあった。また、他の同系種よりも長毛ではなかった。
毛色はサセックス・スパニエルと同様に赤褐色であるが、それよりも富んで輝いた。また、色の薄い斑点がないことを理想として、白毛が少しでも混じることを良しとしなかった。